# Parížsky šalát

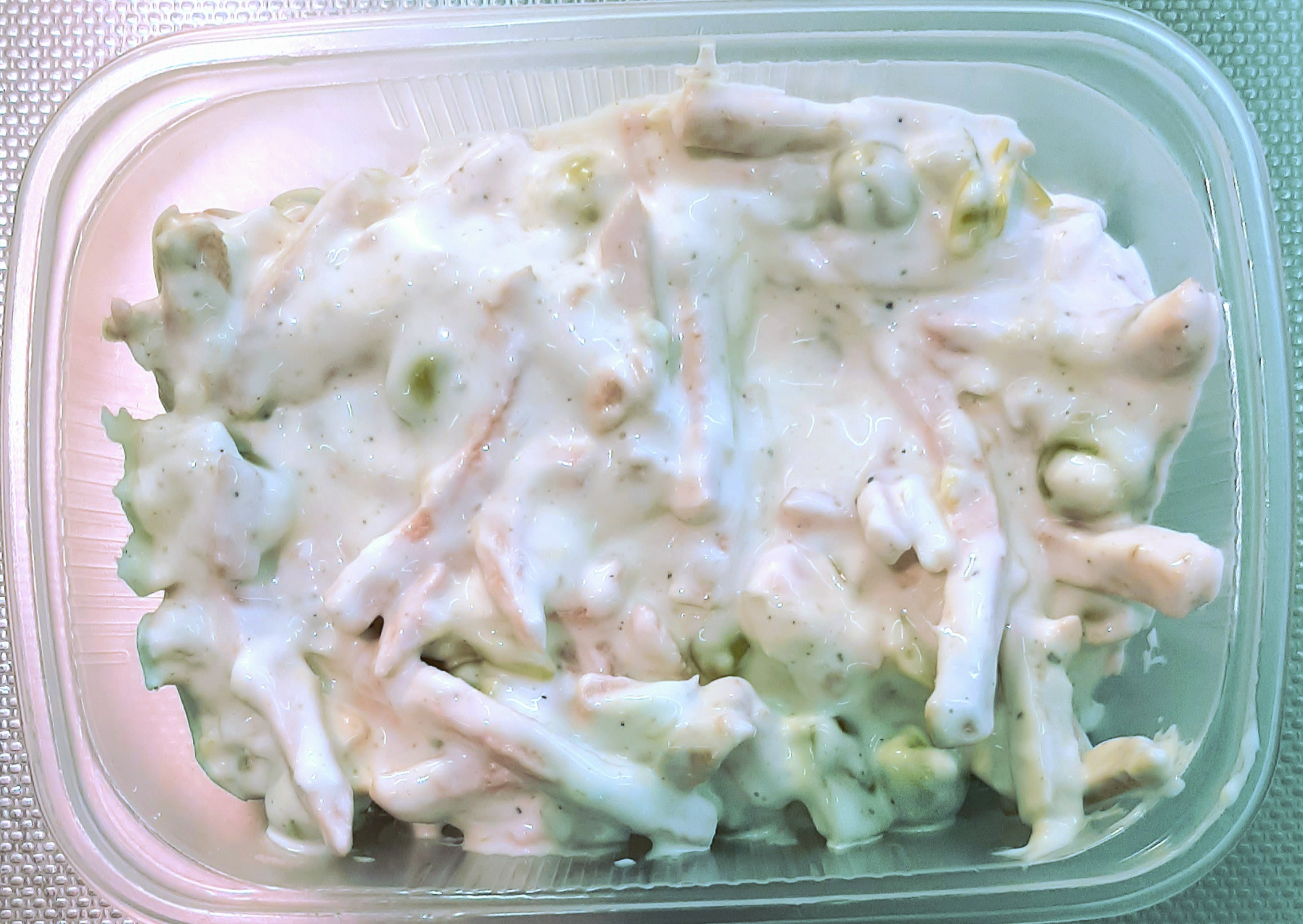
El parížsky šalát eslovaco

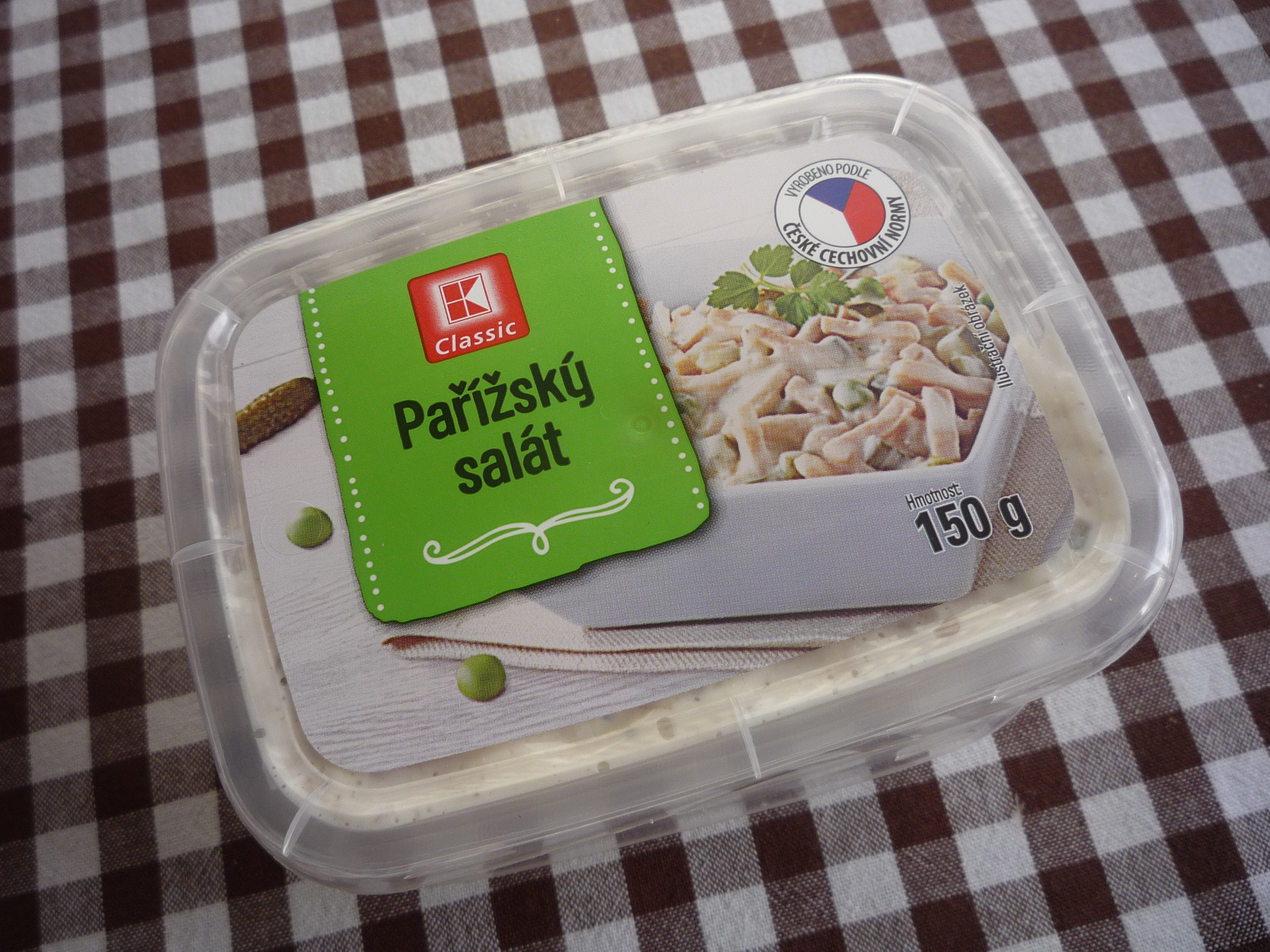
El pařížský salát de una cadena comercial Kaufland en la República Checa

El parížsky šalát (AFI: ['pariːʂski ʂalaːt]), en Eslovaquia, o pařížský salát (AFI: ['par̝̊iːʂskiː salaːt]), en la República Checa, (en español: ensalada parisina, coloquialmente parižák, parížák o pařížák) es un tipo de ensalada preparada a partir de parizer u otro tipo de salchicha suave, pepino agridulce esterilizado, cebolla, guisantes esterilizados, mayonesa, mostaza, sal, pimienta suelo, salsa inglesa, vinagre y azúcar.